# Inspektorat Łomżyński Armii Krajowej
Inspektorat Łomżyński Armii Krajowej – terenowa struktura Okręgu Białystok Armii Krajowej
W inspektoracie  sformowano trzy bataliony 33 pułku piechoty Armii Krajowej. I batalion kpt. Józefa Siejaka „Saka” działał w rejonie Szczepankowa. II batalion kpt. Władysława Olszaka „Szareckiego” i III batalion kpt. Jana Sokołowskiego „Maja” działały po obu stronach Narwi i nad Biebrzą. III batalion, współdziałając z oddziałem sowieckim, walczył z Niemcami pod Sieburczynem. Oddziały partyzanckie, operując na drogach w rejonie Maliszewo – Chlebiotki utrudniały wycofywanie się nieprzyjacielowi w kierunku na most w Wiźnie.

## Skład organizacyjny
Organizacja w 1944:
- Obwód Łomża
- Obwód Grajewo